# Убийство Улофа Пальме
Убийство Улофа Пальме (швед. Palmemordet), премьер-министра Швеции, было совершено 28 февраля 1986 года на центральной улице Стокгольма Свеавеген. Существует много версий смерти премьера (операция спецслужб; заговор правых экстремистов; версия, что Улофа Пальме застрелили по ошибке, перепутав с крупным наркоторговцем Сигге Седергреном и другие).

## Ход событий

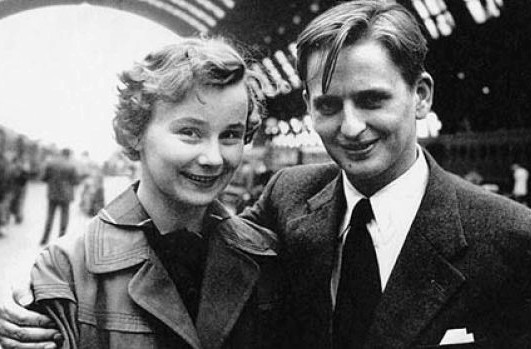
Улоф Пальме с супругой Лисбет

В тот день Улоф Пальме со своей женой Лисбет возвращались поздно вечером из кинотеатра «Гранд», расположенного в доме номер 45 на улице Свеавеген (швед. Sveavägen). При них не было телохранителей, так как Пальме любил ходить по городу без них. Когда супруги подошли к перекрёстку с улицей Туннельгатан, к ним подошёл высокий мужчина, который дважды выстрелил из револьвера «.357 Magnum»: один раз в спину Пальме, второй — в его супругу. Пальме умер мгновенно.
Основным подозреваемым долгое время являлся Кристер Петтерссон (1947—2004), однако в суде его причастность не была доказана и был вынесен оправдательный приговор. 10 июня 2020 года прокуратура установила личность преступника: им оказался Стиг Энгстрём, умерший (по другим данным, совершивший самоубийство) в 2000 году.

## Дело по обвинению Кристера Петтерссона

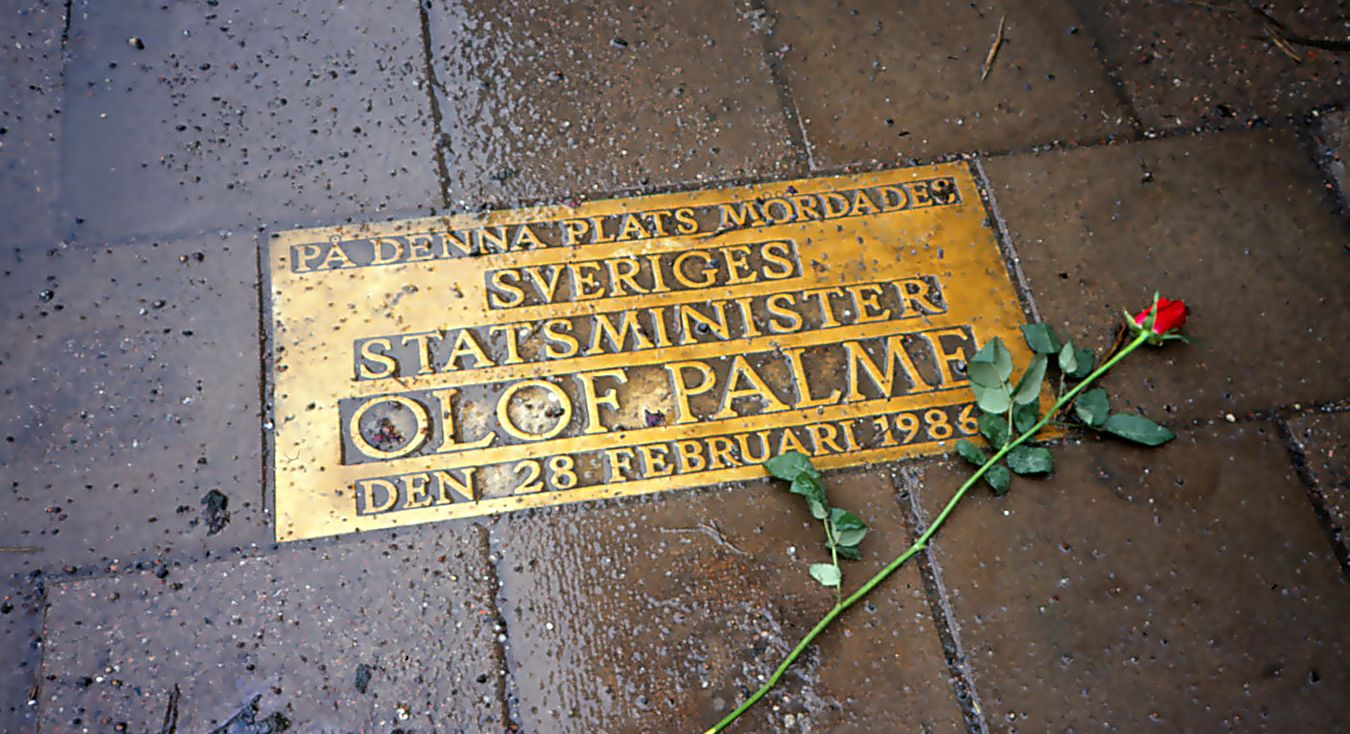
Мемориальная плита на месте покушения

В декабре 1988 года по обвинению в убийстве Пальме был арестован Кристер Петтерссон (поначалу его именовали в прессе как 41-летний швед) — неуравновешенный человек без определённых занятий, страдающий алкоголизмом и замеченный в употреблении наркотиков. На его счету было 63 преступления, в том числе убийство, 18 раз он приговаривался к различным тюремным срокам. Странно (если Петтерссон действительно убил Пальме), что ему удалось (впервые в его преступной карьере) скрыться с места преступления. На одежде Петтерссона не было обнаружено следов пороха. Против оснований подозревать Петтерссона говорили ещё и обстоятельство недальнего разлёта пуль (около 40 метров) и слабый звук выстрелов (сразу предполагалось, что стреляли из пистолета «Смит-Вессон Магнум») не свойственные этому типу оружия. Добиться такого эффекта, предварительно уменьшив пороховой заряд патронов, мог только профессиональный стрелок.
Петтерссон был связан с уголовником Ларсом Тингстрёмом (швед. Lars Tingström) по прозвищу Подрывник, с которым подружился в тюрьме. Было известно, что между ними существовала договорённость о том, что если Подрывник снова окажется в тюрьме (что и произошло), то Петтерссон отомстит за него так, что это войдёт в историю. При этом оба друга ненавидели Пальме.
Анонимные звонки сообщали, что Петтерссон употреблял слова, сказанные Лисбет Пальме над умирающим мужем. Она опознала Петтерссона. Суд признал его виновным в убийстве и приговорил к пожизненному заключению. Однако кассационный суд в 1989 году отменил приговор за недостаточностью доказательств: отсутствовало орудие преступления, а позиция обвинения строилась главным образом на свидетельствах о нахождении Петтерссона в районе, где произошло убийство, в момент его совершения. Тем не менее, в интервью одной из газет Петтерссон затем признался в убийстве Пальме.
Подрывник умер в тюрьме и перед смертью рассказал своему адвокату Пелле Свенссону историю своей преступной жизни, взяв с него слово хранить её в тайне в течение десяти лет. По словам Подрывника, у Петтерссона был пистолет, аналогичный тому, из которого был убит премьер-министр, а после смерти Пальме на очередной встрече со Свенссоном Тингстрём сказал: «Не тот порядок. Первым должен был быть король, за ним — Пальме». Пелле Свенссон сообщил об этом генеральному прокурору Швеции.
В 1998 году генеральный прокурор Клас Бергенстранд сделал попытку повторно возбудить дело против Кристера Петтерссона по обвинению в убийстве Улофа Пальме. Однако Верховный суд отказал ему, поскольку: 1) обвинению были известны показания главного свидетеля ещё по процессу 1988 года; 2) показания владельца игорного клуба Сигге Седергрена, у которого Петтерссон взял пистолет, не могут быть приняты к рассмотрению, поскольку к сведению по шведскому закону могут быть приняты только показания, данные не позже года после совершения преступления; 3) «завещание» Ларса Тингстрёма представляется весьма слабым с доказательной точки зрения, к тому же использование его противоречит Европейской конвенции по правам человека, а Тингстрём не может быть допрошен по причине собственной смерти.
С сентября 2004 года Петтерссон находился в коме в связи с травмой головы и скончался 29 сентября.
В ноябре 2006 года шведский еженедельник «Expressen» сообщил, что в его редакцию поступил анонимный телефонный звонок и неизвестный заявил, что Смит-Вессон, из которого был застрелен Улоф Пальме, находится в озере в центральной части Швеции. Редакция с помощью водолазов нашла его в указанном месте и передала руководителю следственной группы по делу об убийстве Пальме.
В 2007 году газета «Aftonbladet» опубликовала сенсационные выдержки из переписки Петтерссона со своей любовницей. В одном из писем Петтерссон признаётся: он совершил преступление, «чтобы помочь своему другу отомстить». Из-за реформ, проведённых правительством Пальме, у того возникли «серьёзные проблемы с налогами».

## Стиг Энгстрём как вероятный убийца
10 июня 2020 года на специально созванной онлайн пресс-конференции шведский прокурор Кристер Петерссон (не путать с подозреваемым Кристером Петтерссоном) объявил, что установил личность убийцы, хотя собранных улик и недостаточно, чтобы доказать это в суде. Дело было закрыто в связи со смертью главного подозреваемого, которым оказался Стиг Энгстрём (1934—2000), известный как Скандиаманнен, который покончил с собой в 2000 году. В ходе следствия были опрошены 10 тыс. человек, некоторые по несколько раз, в том числе 134 свидетеля убийства. К делу были приобщены более 22 тыс. улик. Это было крупнейшее расследование из проведённых в Швеции.
Энгстрёма назвали одним из подозреваемых в убийстве премьера ещё в 2018 году. Основанием для этого стали показания свидетелей. Он был ранее допрошен полицией, во время беседы путался в показаниях и не мог точно сказать, что делал в день гибели Пальме.
Внимание следствия к Энгстрёму привлёк тот факт, что он одним из первых оказался на месте преступления, его показания существенно отличались от показаний других свидетелей, но это было расценено всего лишь как стремление случайного свидетеля повысить свою значимость и важность. Переоценка роли Энгстрёма произошла лишь спустя 20 лет после его смерти. Расследование прекращено в связи с маловероятностью получения новых доказательств.
Энгстрёму не нравился Пальме, у него также были финансовые проблемы и всё усиливавшийся алкоголизм. Однако прокурор Кристер Петерссон сказал, что точный мотив совершения Энгстрёмом убийства неизвестен.

## Другие версии
Журналист Андерс Леопольд, работавший в газете «Expressen» и неоднократно встречавшийся с Пальме, предлагает следователям рассматривать логическое направление «Иран-контрас-ЦРУ», предполагая под этим активные усилия покойного премьер-министра по прекращению ирано-иракской войны.
После ареста лидера Курдской рабочей партии (КРП) Абдуллы Оджалана активно обсуждался «курдский след» в данном деле. Турецкие СМИ сообщали, что на допросах Оджалан утверждал, что его единомышленники причастны к покушению в 1981 году в Ватикане на папу римского Иоанна Павла II, а также к убийству шведского премьер-министра.
Ещё одна версия, обнародованная в январе 2011 года немецким журналом «Фокус», утверждает, что к убийству Пальме причастны югославские спецслужбы.